# Château de Saint-Georges-Motel
Le château de Saint-Georges-Motel est une demeure datant du début du XVIIe siècle, qui se dresse sur le territoire de la commune française de Saint-Georges-Motel dans le département de l'Eure, en région Normandie.
Le château est inscrit partiellement au titre des monuments historiques.

## Localisation
Le château est situé sur la commune de Saint-Georges-Motel, dans le département français de l'Eure.

## Historique
On attribue la construction du château actuel à René de Pilliers et Charlotte de Trousseauville dans les premières années du XVIIe siècle.
Son nom « motelle » viendrait de petite motte en souvenir d'un précédent édifice où serait venu loger Henri IV quelques jours avant la bataille d'Ivry (1590).
Le château sera entièrement restauré entre les deux guerres par le colonel et Mme Jacques Balsan, née Vanderbilt.
Invités par Consuelo Vanderbilt (divorcée du 9e duc de Marlborough) et son second mari Jacques Balsan, Winston Churchill et sa famille passèrent plusieurs étés au château de Saint-Georges.

## Description
Le château, construit en briques et pierres au XVIIe siècle est entouré de douves.

## Protection
Les façades et toitures, les douves et miroirs d'eau, le parc ordonnancé, y compris l'allée centrale sont inscrits au titre des monuments historiques par arrêté du 9 juin 1977.

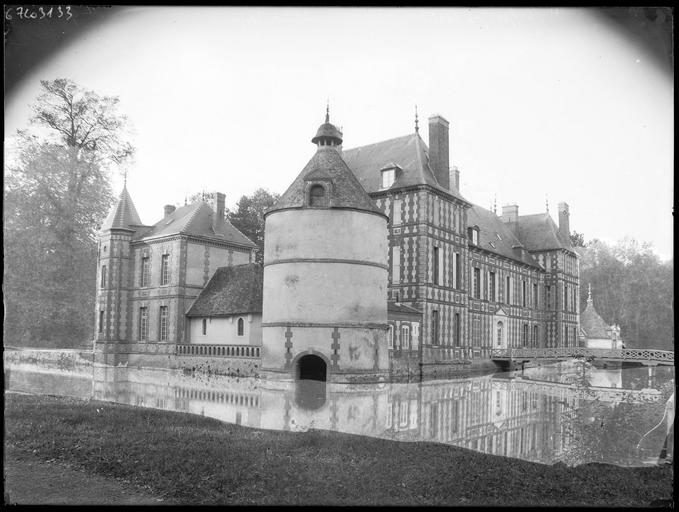
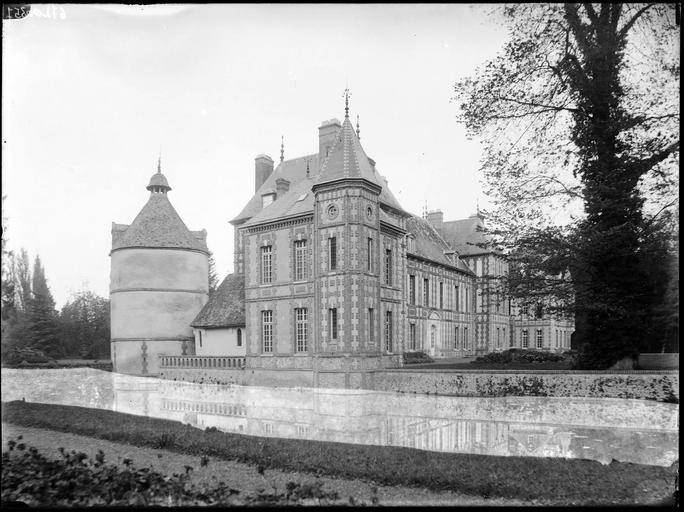

## Le parc
Le parc, traversé de canaux, dessiné par André Le Nôtre fut remanié par Louis-Sulpice Varé, le paysagiste du bois de Boulogne.